# Poplar-Cotton Center
Poplar-Cotton Center es un lugar designado por el censo ubicado en el condado de Tulare en el estado estadounidense de California. En el año 2000 tenía una población de 1,496 habitantes y una densidad poblacional de 453.3 personas por km².

## Geografía
Poplar-Cotton Center se encuentra ubicado en las coordenadas 36°3′14″N 119°8′41″O / 36.05389, -119.14472. Según la Oficina del Censo, la ciudad tiene un área total de 3,3 km² (1,3 mi²), de la cual 3,3 km² (1,3 mi²) es tierra y 0 km² (0 mi²) 0% es agua.

## Demografía
Según la Oficina del Censo en 2000, los ingresos medios por hogar en la localidad eran de $24,519, y los ingresos medios por familia eran $25,446. Los hombres tenían unos ingresos medios de $22,011 frente a los $19,306 para las mujeres. La renta per cápita para la localidad era de $8,605. Alrededor del 31.2% de la población estaban por debajo del umbral de pobreza.